# 錫頓 (密蘇里州)
錫頓（英語：Seaton）是位於美國密蘇里州費爾普斯縣的非建制地區。

## 歷史
錫頓的郵局於1907年設立，其後於1965年停運。

## 地理
錫頓所處的海拔為高於海平面333米（即1093英呎），而該地所採用的時區為UTC-6，即北美中部時區（CST）。同時該地設有夏令時間，為UTC-6調快一小時，即UTC-5（CDT）。